# Benjamin Breckinridge Warfield

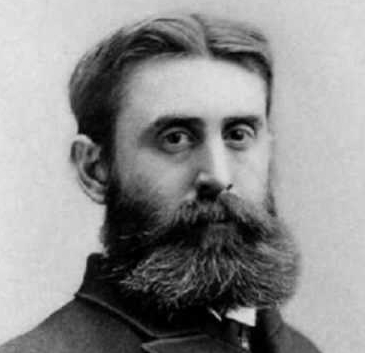
Benjamin Breckinridge Warfield

Benjamin Breckinridge Warfield, auch bekannt als B. B. Warfield (* 5. November 1851 bei Lexington, Kentucky; † 16. Februar 1921 in Princeton, New Jersey), war ein calvinistischer Theologe, presbyterianischer Pfarrer und von 1887 bis 1921 Rektor des Princeton Theological Seminary und einer der einflussreichsten konservativen Theologen seiner Zeit.

## Leben
Warfield kam aus einer angesehenen Familie. Seine Eltern, William und Mary Cabell Warfield stammten aus Virginia und waren vermögend. Seine Mutter kam aus der amerikanischen Politikerfamilie Breckenridge: Sein mütterlicher Urgroßvater war John Breckinridge, ein Senator und United States Attorney General, sein Onkel John C. Breckinridge war Vizepräsident der Vereinigten Staaten und ein General der Confederate States Army im Sezessionskrieg. Eine entfernte Verwandte von ihm war auch Wallis Simpson, die Edward VIII. heiratete, der wegen dieser Heirat auf den Thron verzichtete.
Wie viele Kinder reicher Familien in jener Zeit wurde Warfield privat erzogen. 1868 trat er in die Princeton University ein, wo er Mathematik und Naturwissenschaft belegte und 1871 mit einem ausgezeichneten Abschluss graduierte. Aus einer Europareise entschloss er sich zur Überraschung seiner Freunde und Familie Theologie zu studieren und trat 1873 im Princeton Theological Seminary ein, um sich auf den Beruf eines presbyterianischen Pastors vorzubereiten. Er graduierte 1876.
Während kurzer Zeit predigte er als Aushilfspastor in Concord in Kentucky und Dayton in Ohio. Im August 1876 heiratete er Annie Pierce Kinkead. Ende des Jahres zog er mit ihr nach Deutschland, wo er unter Christoph Ernst Luthardt und Franz Delitzsch weiter studierte. Während dieses Deutschlandaufenthalts wurde Annie während einer Wanderung im Harzgebirge vom Blitz getroffen und blieb in der Folge gelähmt. Benjamin pflegte sie bis zu ihrem Tod 1915 zusätzlich zu seiner Arbeit als Theologe.
Wieder in den Vereinigten Staaten war Warfield für kurze Zeit Hilfspastor der First Presbyterian Church in Baltimore (Maryland) und wurde dann Lehrer am Western Theological Seminary (heute Pittsburgh Theological Seminary) in Allegheny in Pennsylvania. Am 26. April 1879 wurde er zum Pastor ordiniert.
1881 schrieb Warfield zusammen mit A. A. Hodge einen Artikel über die Inspiration der Bibel, der wegen seiner wissenschaftlichen und energischen Verteidigung der Irrtumslosigkeit der Bibel die Aufmerksamkeit auf sich zog. Warfield versuchte aufzuzeigen, dass die Lehre der Irrtumslosigkeit der Bibel schlicht orthodoxe christliche Lehre sei und nicht ein im 19. Jahrhundert erfundenes Konzept.
Warfield setzte sich leidenschaftlich dafür ein, das liberale Element im Presbyterianismus und im Christentum zu widerlegen. Zeit seines Lebens fuhr er fort, Artikel und Bücher zu schreiben, die im englischen Sprachraum auch heute noch verbreitet sind und gelesen werden.
1887 wurde Warfield in der Nachfolge von A. A. Hodge und dessen Vater Charles Hodge Professor und Rektor des Princeton Seminary. Er wurde dort auch Herausgeber der Schriftenreihe Presbyterian Review, später Presbyterian and Reformed Review, die 1902 in Princeton Theological Review umbenannt wurde. Er lehrte bis Ende 1920 und blieb bis zu seinem Tod 1921 in dieser Stellung.
Seine Frau und er wurden auf dem Princeton Friedhof beigesetzt, wo sich auch die Nassau Street Presbyterian Church befindet.

## Ehrungen
Warfield erhielt in seinem Leben mehrere Ehrendoktorate:
- 1892 vom College of New Jersey und Davidson College.
- 1911 vom Lafayette College.
- 1913 von der Universität Utrecht.[2]

## Werke (Auswahl)
- The Lord of Glory : A Study of the Designations of Our Lord in the New Testament with Especial Reference to His Deity, Hodder and Stoughton, London 1907.
- Counterfeit Miracles, C. Scribner’s, New York 1918; in: The Thomas Smyth lectures for 1917-1918, Columbia Theological Seminary, Columbia, South Carolina 1917. Neuausgabe: Banner of Truth, Edinburgh, ISBN 0-85151-166-X.
- Perfectionism - Artikel, Hrsg. Ethelbert D. Warfield, William Park Armstrong und Caspar Wistar Hodge, Oxford University Press, New York 1931.[3]
- Calvin and Calvinism, Oxford University Press, London und New York 1931.
  - Kapitel 1: Johannes Calvin: Seine Person und sein Werk.
- The Inspiration and Authority of the Bible, Hrsg. Samuel G. Craig und Einführung von Cornelius Van Til, Presbyterian and Reformed, Philadelphia 1948.
- Biblical and Theological Studies, Hrsg. Samuel G. Craig, Presbyterian and Reformed, Philadelphia 1952.
- The Deity of Christ in: Fundamentals.
- Glauben und Leben, Sola Gratia Medien, Siegen 2022.
- Das Heilshandeln Gottes. Sola Gratia Medien, Siegen 2024.